# Becoming the Archetype
I Becoming the Archetype sono un gruppo musicale statunitense formatosi nel 1999 ad Atlanta, Georgia. Il loro nome deriva da un verso della Genesi in cui si descrive Gesù come l'architetto dell'umanità.

## Storia del gruppo
La band, fondata nel 1999 con il nome di Nonexistent Failure, dopo aver pubblicato una demo cambiò nome in Nonexistent Failure, pubblicando un'altra demo e un album omonimo autoprodotto. Nel 2005 il gruppo firma con la Solid State Records con il nuovo nome Becoming the Archetype e pubblica il primo album Terminate Damnation, contenente tracce metalcore, progressive metal e thrash metal. Il secondo album è stato pubblicato nel 2007, con il titolo di The Physics of Fire. Seguono Dichotomy (2008), Celestial Completion (2011) e I Am (2013).

## Formazione

### Formazione attuale
- Chris McCane – voce death (2011-presente)
- Daniel Gailey – chitarra solista, cori (2010-presente)
- Seth Hecox – voce melodica, chitarra ritmica, tastiera (2004-presente)
- Codey Watkins – basso (2012-presente)
- Chris Heaton – batteria (2012-presente)

### Ex componenti
- Jacob Franklin – chitarra ritmica (2001-2004)
- Jon Star – chitarra solista (1999-2006, 2008-2010)
- Sean Cunningham – chitarra ritmica (1999-2006)
- Jason Wisdom – voce, basso (1999-2011)
- Brent "Duck" Duckett – batteria (1999-2008, 2008-2011)
- Wes Gaither – basso (1999-2003)
- Alex Kenis – voce melodica, chitarra solista (2006-2008)
- Brandon Lopez – batteria (2008)
- Michael McClellan – batteria (2011-2012)

## Discografia

### Come Nonexistent Failure
Demo
- 2002 – In Loving Memory of Everything... I Never Had

### Come The Remnant
Album in studio
- 2003 – The Remnant

Demo
- 2003 – Death, Destruction, and Mayhem

### Come Becoming the Archetype
- 2005 – Terminate Damnation
- 2007 – The Physics of Fire
- 2008 – Dichotomy
- 2011 – Celestial Completion
- 2013 – I Am
- 2022 - Children of The Great Extinction